# Florine McKinney
Florine McKinney (Mart, 13 dicembre 1909 – Van Nuys, 28 luglio 1975) è stata un'attrice statunitense.

## Biografia
Di notevole bellezza, in dieci anni partecipò a una trentina di film, a partire dal film di Norman Z. McLeod The Miracle Man (1932), recitando per lo più in parti secondarie, con l'eccezione di Cappy Ricks Returns, Dizzy Dames (1935), A Star Fell from Heaven (1936) e Blazing Barriers (1937). Problemi di alcolismo contribuirono probabilmente alla prematura fine della sua carriera, nel 1942.
Nel 1936 aveva sposato lo sceneggiatore Barry Trivers, da cui divorziò nel 1940.

## Filmografia parziale
- The Miracle Man, regia di Norman Z. McLeod (1932)

- I fratelli Marx al college (Horse Feathers), regia di Norman Z. McLeod (1932)
- Infedele (Cynara), regia di King Vidor (1932)
- Sing, Bing, Sing, regia di Babe Stafford - cortometraggio (1933)
- Beauty for Sale, regia di Richard Boleslawski (1933)
- Student Tour, regia di Charles Reisner (1934)
- Davide Copperfield (David Copperfield), regia di George Cukor (1935)
- La vita notturna degli dei (Night Life of the Gods), regia di Lowell Sherman (1935)
- Strangers All, regia di Charles Vidor (1935)
- Dizzy Dames, regia di William Nigh (1935)
- Cappy Ricks Returns, regia di Mack V. Wright (1935)
- La villa del mistero (Muss 'em Up), regia di Charles Vidor (1936)
- A Star Fell from Heaven, regia di Paul Merzbach (1936)
- Blazing Barriers, regia di Aubrey Scotto (1937)
- Oklahoma Renegades, regia di Nate Watt (1940)
- Incontro senza domani (Escape), regia di Mervyn LeRoy (1940)
- Scandalo a Filadelfia (The Philadelphia Story), regia di George Cukor (1940)
- A Night at Earl Carroll's, regia di Kurt Neumann (1940)
- You're the One, regia di Ralph Murphy (1941)
- Fiori nella polvere (Blossoms in the Dust), regia di Mervyn LeRoy (1941)
- Brooklyn Orchid, regia di Kurt Neumann (1942)
- Little Joe, the Wrangler, regia di Lewis D. Collins (1942)